# Spitfire (canción)
«Spitfire» es una canción del grupo británico de música electrónica The Prodigy. Se lanzó inicialmente como un disco de vinilo de doce pulgadas el 4 de abril de 2005, como descarga digital de iTunes al día siguiente y como sencillo en CD el 11 de abril de 2005. Fue el tercer y último sencillo del álbum Always Outnumbered, Never Outgunned, en el que apareció como la pista de apertura, y entró en la lista de baile del Reino Unido en el número uno a pesar de no figurar en la lista de sencillos de ese país de todos los géneros. Los coros de «Spitfire» son interpretados por Juliette Lewis. La canción ha sido incluida en las bandas sonoras de Los Soprano, Gotham, Freddy vs. Jason, La casa de cera y The Unborn. Anteriormente, fue la canción de introducción en todos los partidos de local de los Calgary Flames de la National Hockey League (NHL) y también se utiliza como tema de entrada del boxeador George Groves.

## Video musical
El video musical que acompaña a la canción fue dirigido por Tim Qualtrough el 20 de enero de 2005 y presenta efectos digitales combinados con imágenes de presentaciones en vivo de la banda. Una versión alternativa del video musical usa clips de la película La casa de cera.

## Lista de canciones
| CD y vinilo 12" |                                                   |          |  |
| N.º             | Título                                            | Duración |  |
| 1.              | «Spitfire» (05 Version)                           | 3:27     |  |
| 2.              | «Spitfire» (Nightbreed Mix)                       | 6:10     |  |
| 3.              | «Spitfire» (Future Funk Squad's 'Dogfight' Remix) | 7:27     |  |

## Posicionamiento en listas
| Lista (2005)                 | Mejor posición |
| ---------------------------- | -------------- |
| Reino Unido (UK Dance Chart) | 1              |
| Reino Unido (UK Indie Chart) | 38             |